# Nightlife (Kurzfilm)
Nightlife ist ein US-amerikanischer Kurzfilm von Robin Lehman aus dem Jahr 1976, der bei den 49. Academy Awards 1977 für einen Oscar nominiert war.

## Inhalt
Die Aufnahmen führen in die Tiefe der Irischen See, wo aus nächster Nähe betrachtet werden kann, was sich unter Wasser abspielt.

## Veröffentlichung
Der Film wurde im Oktober 1976 auf dem Chicago International Film Festival vorgestellt.
Nightlife ist zusammen mit den Kurzfilmen Undercurrents, Sea Creatures und See Teil der Robin Lehman Collection „Ocean Life“, herausgegeben von der Phoenix Learning Group.

## Auszeichnungen (Auswahl)
Internationale Filmfestspiele von Cannes 1976:
- Robin Lehman, Gewinner des Preises der Jury in der Kategorie „Bester Kurzfilm“;
nominiert für die Goldene Palme in derselben Kategorie

Oscarverleihung 1977:
- Robin Lehman und Claire Wilbur nominiert in der Kategorie „Bester Kurzfilm“.
Der Oscar ging an Andre R. Guttfreund und Peter Werner und den Kurzfilm In the Region of Ice.